# Яакко Сюрья
Яакко Сюрья (фин.Jaakko Johannes Syrjä, 7 марта 1926, Пялкяне — 22 мая 2022, Юлёярви, Финдляндия) — финский писатель. Возглавлявший Союз финских писателей с 1975 по 1980.

## Биография
Яакко родился в Пялкяне, происходил их семьи Мартты Ниемиё, и Юхо Нестори Сюрья, они были торговцами скотом и фермерами.
В возрасте семи лет, он с семьей переехал из Хирсиля в Коркеакоски. Затем переехал в Тампере, где устроился на работу в компанию по производству железнодорожного оборудования и паровозов Lokomo.
В 1953 году его рассказ «Пришел медведь» получил награду за лучший рассказ на конкурсе писателей Пирканмаа.
В 1957 году Сюрья женится на поэтессе и авторе детской литературы Кирси Куннас.
В период с 1962 по 1964 год работал менеджером по рекламе в Gummerus förlag. С 1965 года он перешел на аналогичную должность в компании WSOY. В период 1967–1968 годов возглавлял отдел финской художественной литературы.
Сюрья был членом Союза финских писателей с 1970 по 1975 год, а в последствии и главой с 1975-1980. Работал с новеллистом Калле Пяятало, редактируя его произведения перед публикацией. Писатель так же был членом Общества Вяйнё Линна.
Он трижды выигрывал литературную премию города Тампере с 1956 по 1988 год. Он также был лауреатом премии «Спасибо за книгу» в 1966 году. И был номинирован на премию «Финляндия» в 1988 году. Он стал лауреатом премии Вяйнё Линна в 2005 году. В 2016 году писатель был награжден премией Pirkanmaa Art Prize Советом по искусству Пирканмаа.
Его жена умерла во сне у себя дома в Юлёярви 8 ноября 2021 года в возрасте 96 лет.
Шесть месяцев спустя, 22 мая 2022 года, в доме престарелых в Юлёярви от COVID-19 скончался и сам Сюрья в возрасте 96 лет.